# フランチェスカの鐘
『フランチェスカの鐘』（フランチェスカのかね）は、1948年（昭和23年）、二葉あき子が歌って大ヒットした歌。二葉の代表的なヒット曲となった。作詞は菊田一夫、作曲は古関裕而。

## 解説
1948年（昭和23年）6月に発売された。1番と2番の間に菊田の妻・高杉妙子が吹き込んだ台詞が入れられており、菊田は広島や長崎をイメージしたわけではなく、女性の別れ話を真に受けた男が修道院に入ってしまう悲恋物の歌謡曲であった。映画やドラマのテーマソングではなく、特にレコード歌謡として、1947年（昭和22年）に菊田に書いてもらったもので、古関は「鐘の鳴る丘」などで忙しく、1年くらい過ぎた頃、コロムビアの根村ディレクターから催促され、一気呵成に書き上げたという。古関メロディーのヒット曲のなかでは珍しいブルース歌謡で、戦後、スウィング・ジャズが随分歌謡曲に取り入れられていたので、古関もその音楽傾向を意識して、楽曲を完成させた。
古関が菊田に「フランチェスカは、どこの修道院ですか」と問うと、「さあ、どこにあるかな。俺の好きな発音だから使っただけ！」と答えたという。古関によると「発売された頃には、高杉さんは、菊田さんから去り、能勢妙子さんが、菊田さんを悩殺していた」といい、2回目のレコードの吹き込みの時には能勢がせりふを受け持ったが、今のレコードには、このせりふの部分がカットされている。
1949年（昭和24年）3月に松竹により映画化された際に再発売されたとき、台詞の部分が削除され、広島の原爆で亡くなった人の鎮魂歌としてのイメージが強くなっていった。これには二葉と古関の戦争体験が影響しているという。
二葉は、広島での街頭慰問を終え、双三郡布野村の父の実家にいる一人息子に会うため、手伝いの女性と2人で広島駅から「午前7時45分発、芸備線上り806普通列車」に乗った。列車の出発が約10分程遅れていたため、乗車できたという。列車が約5キロ進み矢賀駅を過ぎ中山トンネルの中央部に来たとき、重苦しい硬い音が頭を貫き、両耳に平手を食ったような衝撃を受けたという。その後、二葉は、親戚や友人・知人がなくなったことを知り、自分だけが生き残った「罪悪感」から自分を責めたという。
1949年（昭和24年）夏、日劇で『フランチェスカの鐘』を歌っているとき、客席の壁沿いに広島高女の親友や三次高女の教え子が幻のように現れ、それが何日も続いたという。二葉にとり「私のふるさとの人々にささげる鎮魂の歌」となり、「私は死ぬまで『フランチェスカの鐘』を歌い続けよう」と決心したという。
2008年（平成16年）に加藤登紀子が、アルバム『SONGS うたが街に流れていた』でカバーした。また、沢田研二が1976年（昭和51年）2月15日放送の『セブンスターショー』（TBSテレビ）にて本曲を披露している。